# Stickford
Stickford is een civil parish in het bestuurlijke gebied East Lindsey, in het Engelse graafschap Lincolnshire. In 2001 telde het dorp 465 inwoners. Stickford komt in het Domesday Book (1086) voor als 'Stichesforde'.
Van de dorpskerk, gewijd aan Lucas, stammen delen uit de dertiende eeuw. Zij staat op de Britse monumentenlijst, evenals een in 1820 gebouwde torenmolen.